# 神峰山 (茨城県)
神峰山（神峯山）（かみねさん）は、茨城県日立市にある山である。

## 概要
阿武隈高地南部では、高鈴山とならぶ高峰であり少ない尖峰である。南北に2つの頂があり、北の頂（587.1m）には四等三角点（基準点名：小松沢，標高：586.70m）が設置されている。
山頂（南の頂）には神峰神社、日立大煙突記念碑があるほか、山頂の南約150mには日立市天気相談所の気象観測所（神峰山観測所）がある。
山の南面は宮田川の流域で、急斜面をなし、日立鉱山の関連施設や鉱山精錬場の立地場所となり、地形の人工改変が著しい。山頂からは、南方の視界が開け、日立大煙突の向こうに、日立市街と太平洋が見渡せる。

## 地形・地質
神峰山は、高鈴山とともに、多賀山地（阿武隈高地の茨城県部分）の主峰となっている。
付近一帯の地質は、日立変成岩とよばれる古生代・カンブリア紀・石炭紀 - ペルム紀の堆積岩･火山岩起源の結晶片岩や花崗岩類からなり、山頂部部分は火山岩起源の緑色片岩である。
この山は、高鈴山と同じく、阿武隈山地脊梁部分のなだらかな小起伏面上に突出する残丘であったが、山の南側の宮田川流域で、最近2万年以降の侵食復活により、山頂部分まで侵食が及び、急斜面に囲まれた尖峰となった。

## 神峰神社と日立市の名のおこり
神峰山はその山容から、沿岸海上からよく目立ち、山あての山となっていたと思われる。
山頂のある旧宮田村、近隣の旧助川・会瀬村の漁民の信仰があつく、山頂に宮田・助川・会瀬の鎮守の神峯神社がある。
江戸時代の元禄年間、水戸藩第2代藩主徳川光圀公が、隠居後、神峰山に登り、神峰神社に詣でて、朝日が昇ってくるのを眺め、その光景は領内一だと言ったといわれ、のち、宮田村が日立村となったのは、この伝説によるという説がある。
1905年に、久原房之助が宮田川上流の赤沢銅山を再興するに当たり、村名を取って、日立鉱山と改称した。日立鉱山から、日立製作所がうまれ、1939年に成立した日立市の名前の元となった。

## 日立鉱山と大煙突

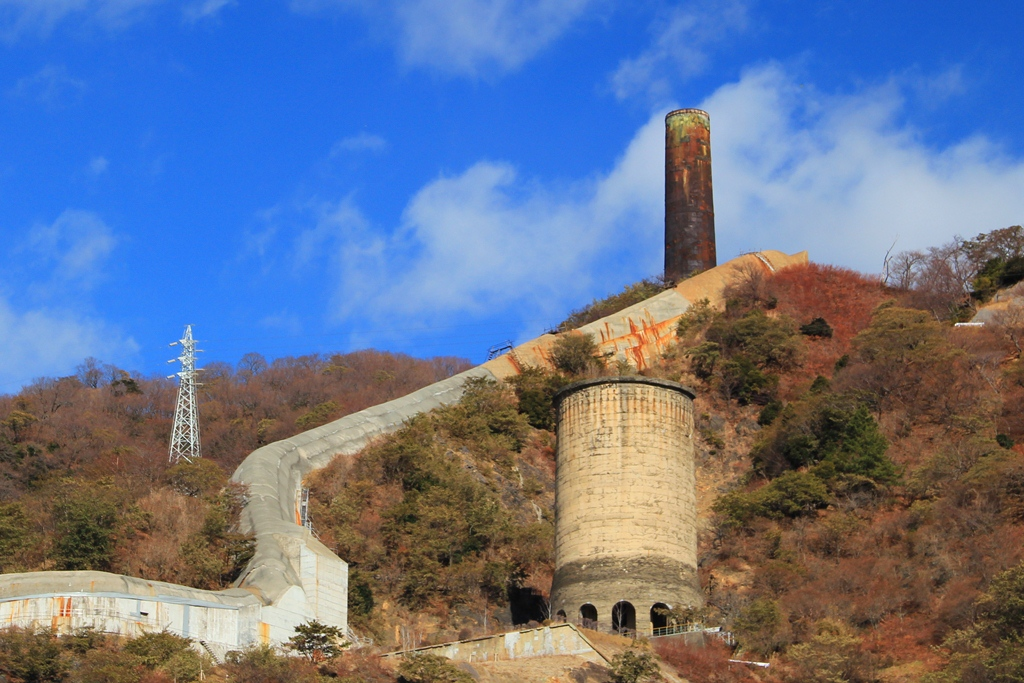
日立鉱山（2011年12月）

日立鉱山の操業、発展により、鉄道が設けられ、神峰山南西の本山を中心とする鉱山集落が発達し、日立市の鉱工業発展の発祥の地となり、太平洋戦争から戦後にかけて最盛期を迎え、住民は7,000余人に達した。
日立鉱山は、結晶片岩の地域に分布し、黄鉄鉱や黄銅鉱を産出する含銅硫化鉄鉱床で、日本屈指の銅鉱山であった。神峰山地下では神峰、中盛、笹目鉱床があった。
1908年に、山の南東の大雄院で、操業を銅精錬場が操業を開始し、1981年に閉山するまで、44万tの銅が生産された。
1929年以降は日本鉱業株式会社（現、ジャパンエナジー）の経営下にあった。
日立鉱山の鉱石は硫黄分が多く、精錬の際に有害な二酸化硫黄が多く発生し、精錬量の増大にともない周辺に煙害が発生し、周辺の山の植物は全滅状態となった。この解決のために、住民と会社が努力し、日立鉱山は山地上16ヶ所の観測所のネットワークをつくり、煙の観測と排出量の調整を行った。神峰山頂の気象観測所は、この気象観測のセンターとして設けられたものが元になっている。
同時に、日本初の継続的な高層気象観測が行われ、地表付近の逆転層を突き抜ける高い煙突の建設による煙害の低減を図った。1914年に神峰山中腹に 高さ156mの大煙突が完成し、煙害は大幅に減少し、さらに戦後の硫酸製造装置の設置、自溶炉の建設等により解決された。
この大煙突は、当時日本最大の高さで、日立鉱山・日立市のシンボルとして市民に親しまれていた。また、荒廃した鉱山・製錬所周辺の植生回復のため、早くから積極的な植林が実施された。
資源枯渇のため、1981年に鉱山は閉山され、精錬場を除く、鉄道や施設は撤去され、集落も消滅し、元の山に戻っている。地区の再開発により、日立市もとやま自然の村が作られたが、2014年3月31日をもって廃止された。
また、鉱山本坑跡には、日鉱記念館が建てられ、鉱山のかつての姿を展示している。
大煙突も老朽化のため、1993年、下部56mを残して倒壊し、高さを減じている。

## 登山道
茨城県道36号日立山方線本山トンネルからのルートが一番近い。また、日立市内にある日立市かみね公園から鞍掛山・羽黒山を経て山頂にいたるルートもある。

## ギャラリー

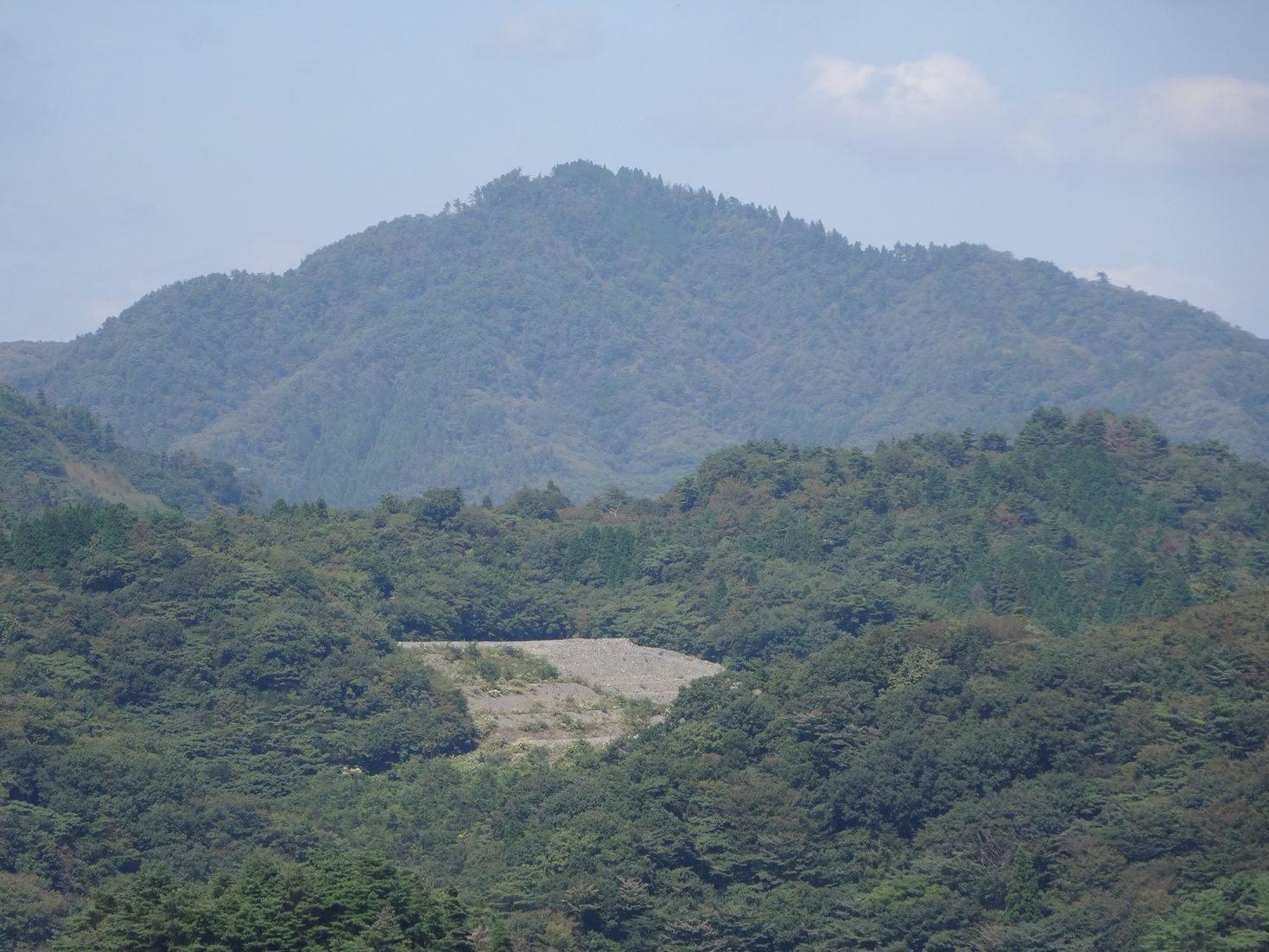
助川山山頂（南方向）から見た神峰山
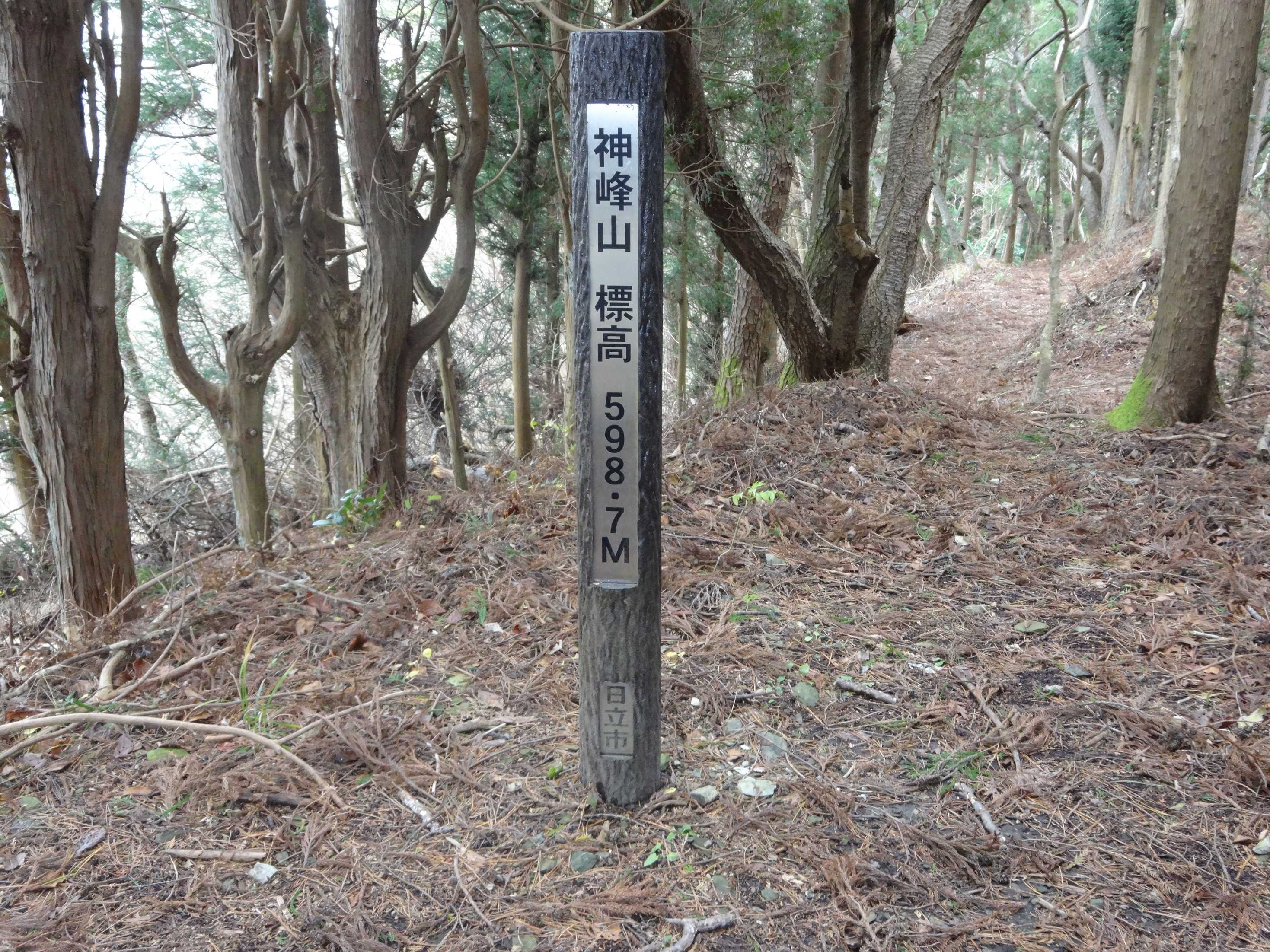
山頂の碑
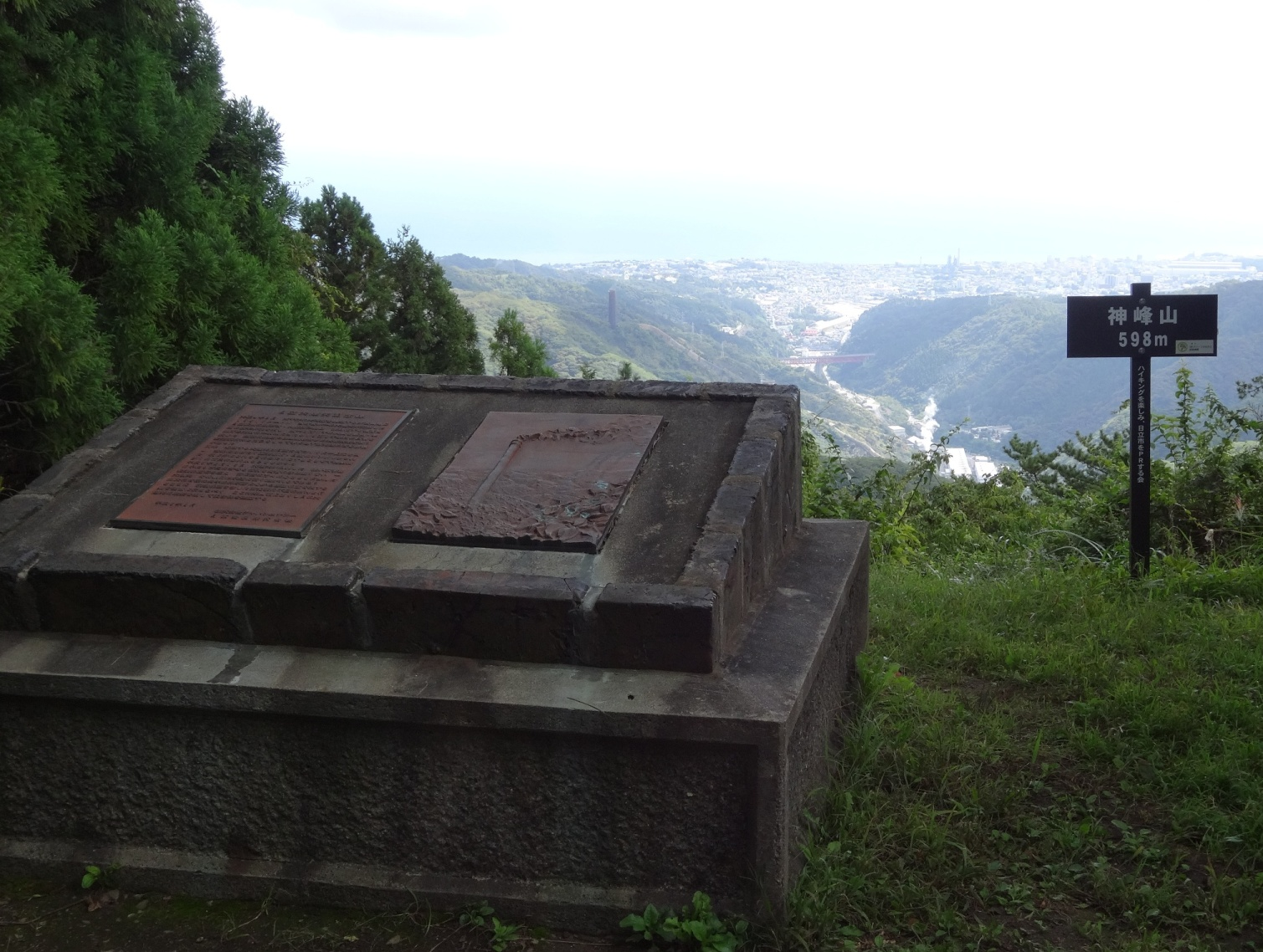
日立大煙突記念碑。記念碑の奥に大煙突が見える。
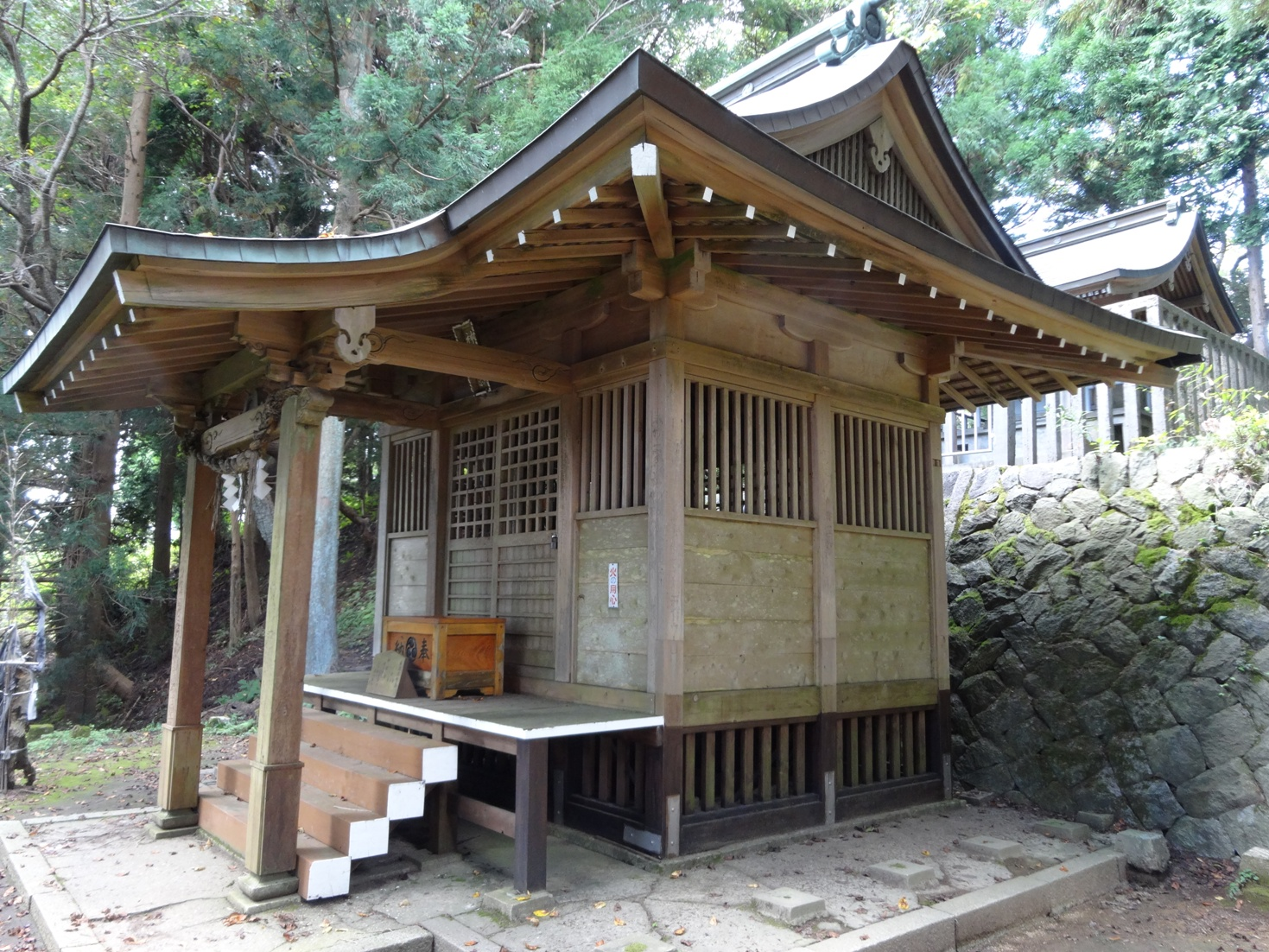
神峰神社奥の宮
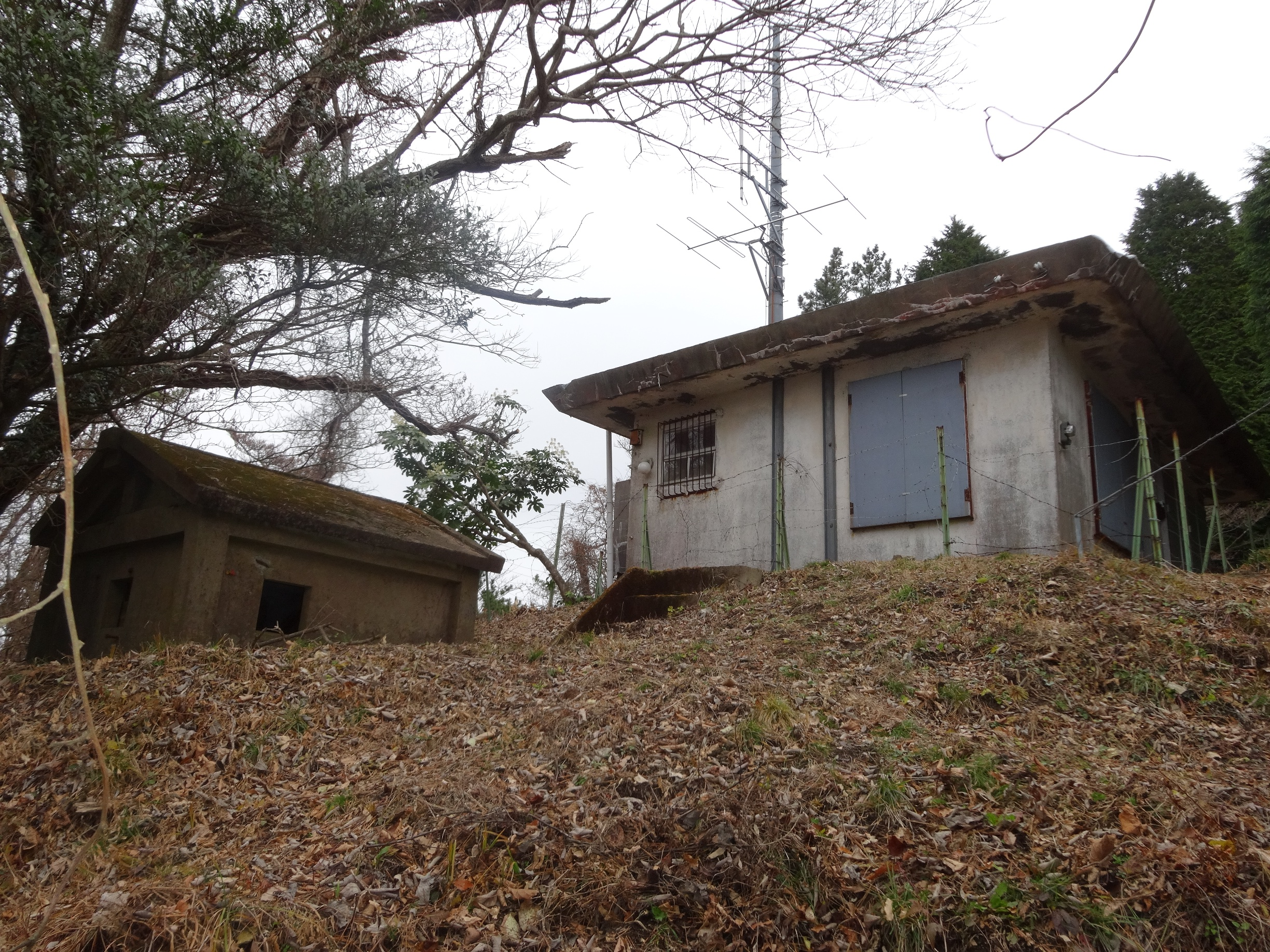
気象観測所
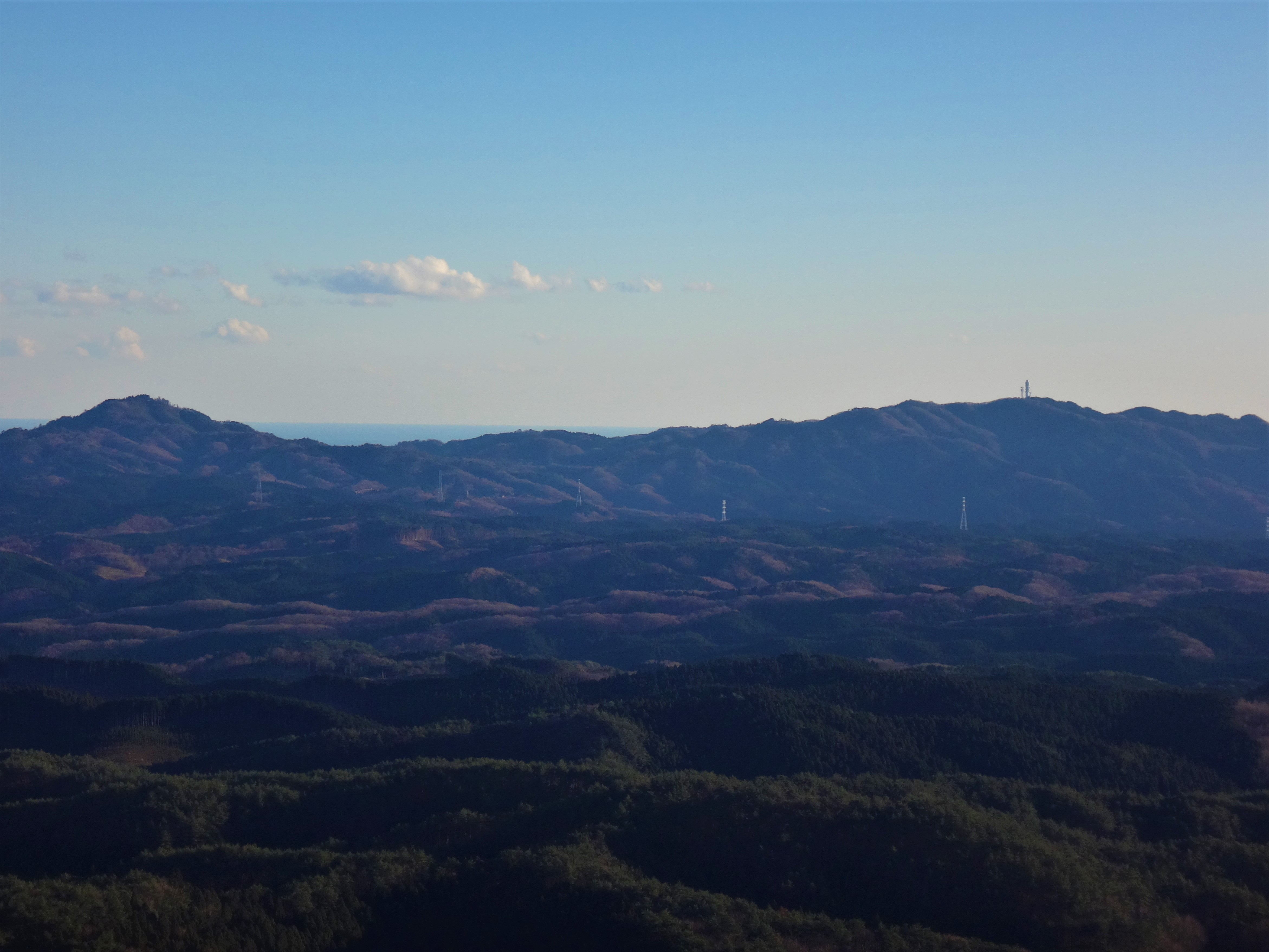
竪破山からの神峰山と高鈴山

## 周辺
- 高鈴山
- 御岩神社
- 日鉱記念館
- 日立市もとやま自然の村